# Mușchi maseter
Mușchiul maseter (latină: musculus masseter) este un mușchi pereche, puternic, gros și patrulater cu originea pe arcul zigomatic și inserția terminală pe tuberozitatea maseterină a mandibulei. Prezent doar la mamifere, este deosebit de puternic la ierbivore, facilitând mestecarea materiei vegetale.

## Structură
Maseterul este un mușchi superficial puternic, de formă patrulateră, având două porțiuni: superficială și profundă.

### Porțiunea superficială
Porțiunea superficială se inseră printr-o aponevroză groasă pe procesul temporal al osului zigomatic și două treimi anterioare ale marginii inferioare a arcului zigomatic. Fibrele merg inferior și posterior peste porțiunea profundă și se termină pe unghiul mandibulei (tuberozitatea maseterină) și porțiunea inferioară a feței laterale a ramurii mandibulei.

### Porțiunea profundă
Porțiunea profundă are originea pe treimea posterioară a marginii inferioare și întreaga față medială a arcului zigomatic. Fibrele coboară oblic în jos și înainte și se inseră pe fața laterală a ramurii mandibulei, între tuberozitatea maseterină și baza procesului coronoidian. O parte din fibrele profunde radiază în capsula anterioară și discul articulației temporomandibulare.

## Raporturi
Fața superficială este acoperită de fascia maseterină și prin ea vine în raport cu mușchii risorius, platysma și zigomatic, cu prelungirea anterioară a glandei parotide, cu ductul parotidian, cu ramurile terminale ale nervului facial și cu artera transversală a feței. Fața profundă acoperă fața laterală a mandibulei, incizura mandibulei, tendonul de inserție al mușchiului temporal și mușchiul buccinator.

## Inervație și vascularizație
Maseterul este inervat de nervul maseterin, o ramură a diviziunii mandibulare a nervului trigemen. Primește sânge de la ramura maseterină a arterei maxilare. Mănunchiul neurovascular trece prin șanțul coronoidian pentru a pătrunde în suprafața profundă a mușchiului, unde se ramifică pe direcție oblică anteroinferioară.

## Funcții
Maseterul este unul din cei patru mușchi implicați în masticație. În principal trage mandibula în sus și înainte în timpul contracției bilaterale, iar când se contractă unilateral, trage mandibula lateral de partea contracției. Maseterul ajută la stabilizarea tensiunii din capsula articulației temporomandibulare. De asemenea, contracția maseterului determină eliminarea de salivă din glanda parotidă.